# Sebastian Kehl
Sebastian Kehl (Fulda, 1980. február 13. –) német válogatott labdarúgó. Posztját tekintve védekező-középpályás.

## Klubcsapatokban
Profi pályafutását a Hannover 96 együttesénél kezdte, ahol két szezont töltött. A 2000–01-es szezont a Freiburgot erősítette. 2001-ben igazolta le a Borussia Dortmund és azóta is a klub alkalmazásában áll. Több, mint 200 mérkőzésen lépett pályára sárga-feketék színeiben és három bajnoki címet, kupagyőzelmet, és szuperkupa-győzelmet szerzett.

## Válogatottban
A német válogatottban 2001. május 29-én mutatkozhatott be egy Szlovákia elleni barátságos találkozón.
2001 és 2006 között összesen 31 alkalommal húzhatta magára címeres mezt és 3 gól fűződik a nevéhez. Tagja volt még a 2002-es vb-n ezüst és a 2006-os világbajnokságon bronzérmet szerző válogatott keretének.

## Válogatottban szerzett góljai
| # | Dátum               | Helyszín                              | Ellenfél              | Gól | Eredmény | Esemény    |
| - | ------------------- | ------------------------------------- | --------------------- | --- | -------- | ---------- |
| 1 | 2001. augusztus 15. | Népstadion, Budapest, Magyarország    | Magyarország          | 0–2 | 2–5      | Barátságos |
| 2 | 2002. május 9.      | Dreisamstadion, Freiburg, Németország | Kuvait                | 5–0 | 7–0      | Barátságos |
| 3 | 2003. április 30.   | Weserstadion, Bréma, Németország      | Szerbia és Montenegró | 1–0 | 1–0      | Barátságos |

## Statisztika
| Teljesítmény klubjában | Teljesítmény klubjában | Teljesítmény klubjában | Bajnokság | Bajnokság | Kupa      | Kupa      | Nemzetközi | Nemzetközi | Összesen | Összesen |
| Szezon                 | Klub                   | Bajnokság              | Mérk.     | Gól       | Mérk.     | Gól       | Mérk.      | Gól        | Mérk.    | Gól      |
| Németország            | Németország            | Németország            | Bajnokság | Bajnokság | DFB-Pokal | DFB-Pokal | Európa     | Európa     | Összesen | Összesen |
| ---------------------- | ---------------------- | ---------------------- | --------- | --------- | --------- | --------- | ---------- | ---------- | -------- | -------- |
| 1998–99                | Hannover 96            | Bundesliga 2           | 8         | 1         | 1         | 0         | —          | —          | 9        | 1        |
| 1999–00                | Hannover 96            | Bundesliga 2           | 24        | 1         | 2         | 0         | —          | —          | 26       | 1        |
| 2000–01                | SC Freiburg            | Bundesliga             | 25        | 2         | 2         | 2         | —          | —          | 27       | 4        |
| 2001–02                | SC Freiburg            | Bundesliga             | 15        | 2         | 2         | 0         | 5          | 2          | 22       | 4        |
| 2001–02                | Borussia Dortmund      | Bundesliga             | 15        | 1         | 0         | 0         | 0          | 0          | 15       | 1        |
| 2002–03                | Borussia Dortmund      | Bundesliga             | 28        | 0         | 2         | 0         | 12         | 0          | 42       | 0        |
| 2003–04                | Borussia Dortmund      | Bundesliga             | 23        | 1         | 1         | 0         | 6          | 0          | 30       | 1        |
| 2004–05                | Borussia Dortmund      | Bundesliga             | 32        | 4         | 3         | 0         | —          | —          | 35       | 4        |
| 2005–06                | Borussia Dortmund      | Bundesliga             | 29        | 1         | 1         | 0         | —          | —          | 30       | 1        |
| 2006–07                | Borussia Dortmund      | Bundesliga             | 6         | 0         | 0         | 0         | —          | —          | 6        | 0        |
| 2007–08                | Borussia Dortmund      | Bundesliga             | 14        | 3         | 5         | 0         | —          | —          | 19       | 3        |
| 2008–09                | Borussia Dortmund      | Bundesliga             | 28        | 5         | 2         | 0         | 2          | 1          | 32       | 6        |
| 2009–10                | Borussia Dortmund      | Bundesliga             | 6         | 1         | 0         | 0         | —          | —          | 6        | 1        |
| 2010–11                | Borussia Dortmund      | Bundesliga             | 6         | 0         | 1         | 0         | 2          | 0          | 9        | 0        |
| 2011–12                | Borussia Dortmund      | Bundesliga             | 27        | 3         | 6         | 1         | 5          | 0          | 38       | 4        |
| 2012–13                | Borussia Dortmund      | Bundesliga             | 10        | 0         | 2         | 0         | 4          | 0          | 16       | 0        |
| 2013–14                | Borussia Dortmund      | Bundesliga             | 17        | 1         | 4         | 0         | 5          | 1          | 26       | 2        |
| 2013–14                | Borussia Dortmund      | Bundesliga             | 21        | 0         | 6         | 1         | 4          | 0          | 31       | 1        |
| Karrierje összesen     | Karrierje összesen     | Karrierje összesen     | 346       | 26        | 40        | 4         | 45         | 4          | 416      | 34       |

## Sikerei, díjai
Borussia Dortmund
- Német bajnok: 2001–02, 2010–11, 2011–12
- Német kupa: 2011–12
- Német szuperkupa: 2013, 2014

Német válogatott
- Világbajnoki ezüstérem: 2002
- Világbajnoki bronzérem: 2006
- Konföderációs kupa bronzérem: 2005

## Külső hivatkozások
- Hivatalos honlap (németül)
- Statisztika a fussballdaten.de honlapján (németül)